# CarsGuide
CarsGuide（カーズガイド）はオーストラリアのシドニーに拠点を置く、自動車の販売と購入、自動車のニュース、アドバイス、レビューを専門としているオンラインマーケットプレイスおよびコンテンツプラットフォームである。
2011年にニューズ・コープ・オーストラリアの会社として設立され、2016年にコックスオートモーティブのオーストラリア支店と合併し、最終的にはコックスエンタープライズが所有する。2020年5月、eBay広告グループは、CarsGuideを運営するコックスエンタープライズの子会社であるコックスメディアを買収した。

## 歴史
2011年11月、ニューズ・コープ・オーストラリアとオーストラリアの自動車グループのネットワークは、オーストラリア人が車を売買できる場所の構築に着手した。これにより、2011年後半に CarsGuideが創刊された。
MediaCom、BWM、Interbrandが主導する2014年末のブランド変更に続き、同社は位置ベースの検索と個人販売者向けの無料リスティングを含む新しい戦略を開始した。
2016年、ニューズ・コープ・オーストラリアは同社の55％の株式を売却し、同社はディーラー・ソリューションズ、マンハイム、セラー・マイカーと合併契約を結び、アトランタに本拠を置く同名の会社の支店であるコックス・オートモーティブ・オーストラリアを設立し、2016年末に完了した。
2017年11月、同社は元Droga5とSaatchi & SaatchiのJamie Cliftが率いる社内コンテンツ代理店Joyrideを立ち上げた。
2018年2月、CEOのローレン・ウィリアムズが退任した。空席となった役職には、デロイトやeBayに勤務していたショーン・コーネリアスが10月に就任した。同社は現在、eBay広告グループの所有となっており、2020 年にコックスメディアを買収してCarsGuide と Autotrader.comの両方を買収した。